# 清原氏 (広澄流)
広澄流清原氏（きよはらうじ）は、平安時代中期の明経博士清原広澄を氏祖とし、中原氏と共に明経道を家学とした氏（うじ）。氏（うじ）としての略称は清氏（せいし）だが、儒家の道統であることを意識する場合、中原氏の中家に対し、清家（せいけ）と略される。起源は諸説あるが、寛弘元年（1004年）12月に、広澄が海氏（あまうじ）から改氏したものとするのが有力。中興祖である平安末の清原頼業は学問の神として神格化し、京都車折神社の主祭神となった。中近世には教隆・業忠・宣賢・舟橋秀賢らが儒学者として大成した。戊辰戦争では澤為量が奥羽鎮撫使副総督を務めた。明治時代には氏族から五家が華族となった。すなわち、嫡流舟橋家と庶流の伏原家・澤家が子爵に叙せられ、澤家はのち伯爵に陞叙。また澤宣嘉の明治維新での功により次男宣元も分家として男爵。さらに、支流の五条家は九州で在地武士化していたが、家祖五条頼元の建武の新政と南朝での功績によって男爵に叙せられた。なお、清少納言らを輩出した皇別清原氏は同名の別氏族である。

## 歴史

### 出自
明経道を家業とした清原氏について、確実に系図を遡ることができるのは清原広澄（長保4年（1002年）に明経博士に補任した人物）までで、それ以前は諸書で一致しない。
洞院公定編『尊卑分脈』（14世紀後半）の本文では、広澄は、小野氏出身という伝のある吉柯という人物の息子とされる。しかし、補註の異説第一によれば、広澄は血筋上は業恒の息子であって、吉柯の子というのは儒業禀承の上であり、広澄は寛弘元年（1004年）12月に、海宿禰（あまのすくね）を改めて清原真人としたという。また、異説第二では、広澄は、敏達天皇五代孫征夷大将軍陸奥守小野永見の子の出羽龍雄の次男とされる。
塙保己一編『群書類従』（18世紀末–19世紀初頭）の「清原氏系図」では、天武天皇 - 舎人親王 - 貞代王 - 有雄王 - 清原通雄 - 清原海雄 - 清原房則 - 清原業恒 - 清原広澄となっており、皇別清原氏有雄流に繋げている。しかし、これは、『日本文徳天皇実録』天安元年（857年）12月条における、有雄王は天武天皇の五世王であり、しかも子の通雄ではなく有雄の代で清原氏に臣籍降下したとする国史の記録とは矛盾する。さらに、清原氏全体の補註には「真人本者海宿袮也」（姓（かばね）は真人だが、元は海宿禰である）と、本文の系図とは自己矛盾したことが書かれている。さらに重ねて、広澄の補註には、寛弘元年（1004年）12月に海宿禰から改氏したと断定されているが、本当に皇別清原氏の子孫だとするならば改めて清原氏に改氏したというのは意味が通らない。
広澄流の清原氏を皇別の清原氏に繋げることについて、『群書類従』本に限らずこの類の矛盾が多く見られるため、太田亮は後世の仮冒であると断言している。代わりに、太田は、広澄は海氏出身であり、その先祖は、天武天皇の時代の凡海氏（大海氏）の凡海麁鎌（おおしあま の あらかま、大海蒭蒲とも表記）という人物ではないかと主張する。その論拠として、『日本書紀』「天武紀」に凡海麁鎌の一族が天武天皇（諱は大海人皇子）の壬生（みぶ、養育者）だったと見え、その一方で皇別氏族の清原氏がしばしば天武天皇の子孫とされたことから、その縁を頼りにして、凡海氏（大海氏）の末裔は天武後裔を自称し、清原氏を称すようになったのではないか、とする。
『国史大辞典』「清原氏（一）」（芳賀幸四郎担当）は、広澄系の明経道清原氏が皇別清原氏の後裔かどうかは疑問があるとする。同辞典の「明経博士」（鈴木理恵担当）は、明経道の清原氏は本姓を海宿禰とし、海広澄が改姓したものと断定している。『改訂新版世界大百科事典』「清原氏」（後藤昭雄担当）も明経道の清原氏は皇別の清原氏とは別氏族で、海宿禰の広澄が改姓したものとしている。

### 清原頼業とそれ以降
清原広澄の後も子孫は明経道を家業として栄え、広澄 - 頼隆（文章博士） - 定滋 - 定康 - 祐隆と続く。祐隆の子の清原頼業（きよはら の よりなり、1122–1189年）が広澄流清原氏の中興の祖で、藤原頼長の信任を受けて出世して、明経博士・高倉天皇侍読・九条兼実家司などを歴任し、兼実の日記『玉葉』では「国之大器、道之棟梁」と絶賛された。没後は京都嵯峨車折神社（くるまざきじんじゃ）の主祭神となり、後代の儒学者から祖師と崇められた。
頼業の孫の清原教隆は、朝廷に仕える清原氏本家から離れて、関東に赴いて鎌倉幕府に仕え、建長2年（1250年）に将軍藤原頼嗣の侍講、同4年（1252年）に将軍宗尊親王の侍講および幕府引付衆となった。北条実時（金沢実時）は教隆に師事したため、日本史上最古の武家文庫（図書館）となる金沢文庫の創設と発展への教隆の貢献は大きく、また漢文研究においても清家の経書加点の事業を促進した。
また、鎌倉時代末期から南北朝時代にかけて、清原良枝の次男の五条頼元（1290–1367年）は、後醍醐天皇の信任を受け大外記・音博士・図書頭・鋳銭次官・少納言などを歴任した。建武政権期（1333–1336年）には、一族の清原康基と共に、建武政権の最高政務機関記録所の寄人（職員）に抜擢された。頼元はのち南朝の征西大将軍懐良親王（明の日本国王良懐）の側近として九州へ渡り、武家五条家の祖となった。
清原系図の一本によれば、室町時代に入り、15世紀、後花園天皇と後土御門院の侍読を務めた清原業忠の代に、姓（かばね）を真人から朝臣に改姓したという。業忠は武家においても将軍足利義政や管領細川勝元に講義し、禅林においても瑞渓周鳳らと親しく交わり、「古今無双の名儒」（桃源瑞仙『百衲襖』第5冊）であり、「天下の学者皆之を師とす」（雲泉太極『碧山日録』長禄3年（1459年）4月23日条）と公武禅の各界から畏敬された。康正元年（1455年）6月、ついに家例を破って生前に従三位を叙位され、広澄流清原氏として初めて公卿の地位に昇った。芳賀幸四郎によれば、業忠の学説は、家伝の明経道に新しく宋学の朱熹の学説を加えたものと考えられるという。
戦国時代、業忠の孫で公卿の清原宣賢（1475–1550年）は、吉田神社詞官神道家吉田兼倶の3男だったが、清原宗賢の養子となった。宣賢は宮中に仕えて講義を行い、明経道を整理して多くの国学、儒学の論文著作をおこなった。 享禄2年（1529年）に宮仕えから身を引き、剃髪して環翠軒宗武と号し、学者としての活動に専念した。国学者・儒学者で歴史上屈指の碩学とされ、多くの著作がある。彼の著作物は現在も多く残されており、日本国学研究の基礎資料となっている。なお、清原氏は4代後の清原秀賢から舟橋家を称したため、清原宣賢を「船橋大外記宣賢」と記した史料もある。
江戸時代初期の公卿・明経博士の清原秀賢（舟橋秀賢、1575–1614年）は、慶長6年（1601年）に舟橋家を称してその家祖となり、後陽成天皇と後水尾天皇の侍読を務め、その日記『慶長日件録』は同時代の世相を知る上で貴重な史料である。
舟橋家は半家の家格で家禄400石、明治17年（1884年）に舟橋遂賢が子爵として華族になった。船橋家庶流の伏原家の伏原宣足と伏原家の庶流澤家の澤為量も同年に子爵、澤家はさらに明治24年（1891年）に澤宣量が伯爵に陞叙された。加えて、澤宣嘉が明治維新に勲功のあったことにより、次男の澤宣元が澤家の分家として男爵に叙された。また、支流の五条家も、明治30年（1897年）7月、五条頼定が父祖の勲功によって男爵に叙された。

## 系譜
広澄から定滋後裔の系図は原則的に『国史大辞典』「清原氏（一）」（芳賀幸四郎担当）に基づく（補註と吉田兼右は本記事の加筆）。同系図では広澄の父祖は示されず、皇別氏族の清原氏とは繋げられていない。近澄系、定隆系は『続群書類従』所収「清原系図」及び尊卑分脈から主要な系統のみ記した。